# Municipio de San Salvador el Verde
El municipio de San Salvador el Verde es uno de los 217 municipios en que se encuentra dividido el estado mexicano de Puebla. Se encuentra localizado en la región centro-oeste del estado y su cabecera es la población del mismo nombre. Su nombre deriva de Xopalican, nombre náhuatl; proviene de "xopalli", verde; "can", lugar; juntos significan “Lugar verde” o “Lugar de color verde

## Geografía
San Salvador el Verde se encuentra en la parte centro oeste del estado de Puebla; sus coordenadas geográficas extremas son 19°10′ - 19°22′ de latitud norte y 98°27′ - 98°39′ de longitud Oeste y su altitud fluctúa entre 2 300 metros sobre el nivel del mar y 5 200 metros sobre el nivel en la cumbre del volcán Iztaccíhuatl, que se encuentra en el extremo oeste del municipio. Tiene una superficie de 108,71 kilómetros cuadrados. 
Limita al norte con el municipio de San Matías Tlalancaleca y con el municipio de Tlahuapan, al este con el municipio de San Martín Texmelucan y con el municipio de Chiautzingo, al sur limita con el municipio de Huejotzingo; al noreste limita con el estado de Tlaxcala, en particular con el municipio de Ixtacuixtla de Mariano Matamoros y al oeste con el estado de México, correspondiente su límite con el municipio de Tlalmanalco.
El municipio es parte de la Zona Metropolitana de Puebla-Tlaxcala.

### Orografía e hidrografía

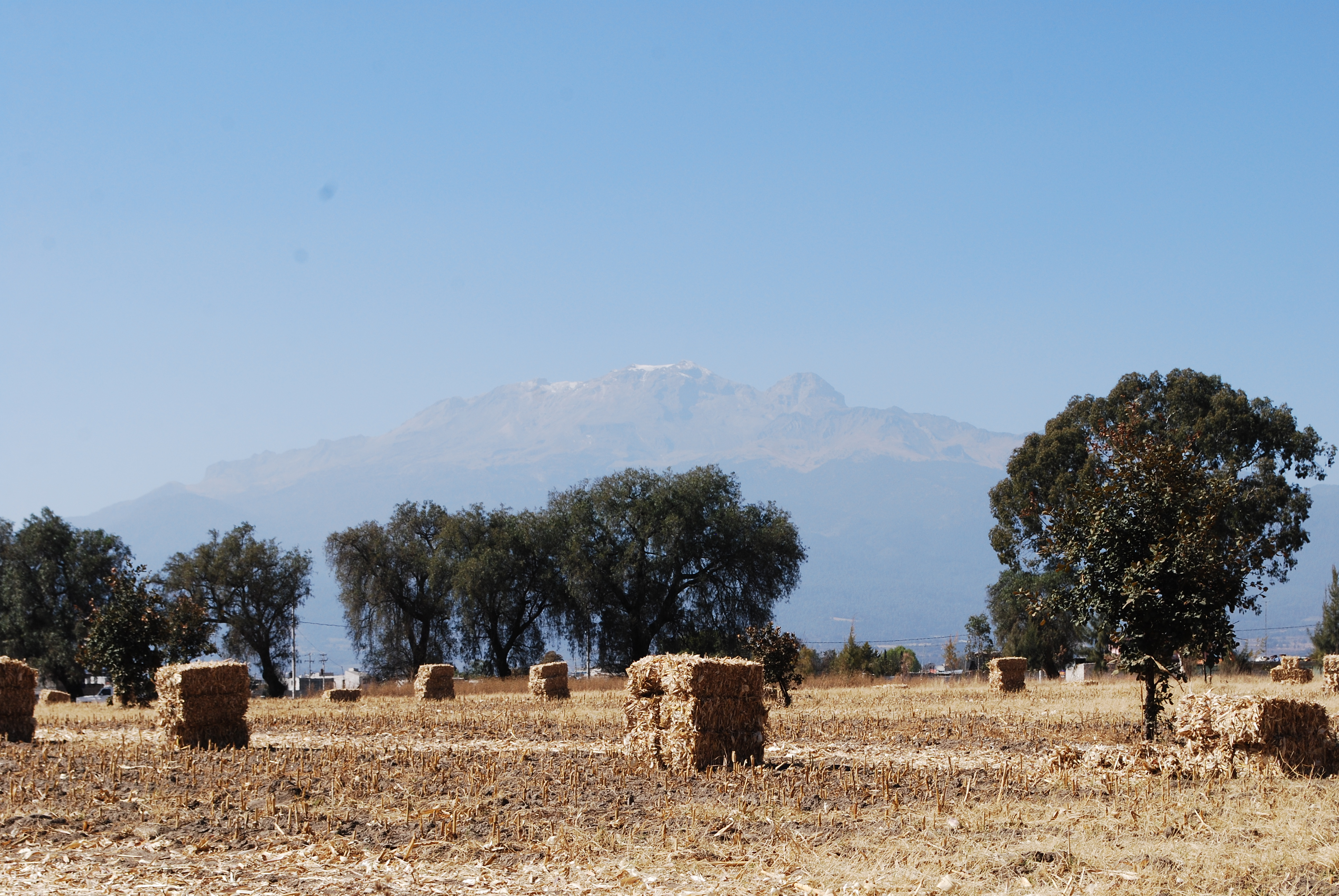
El Iztaccíhuatl desde San Salvador el Verde.

San Salvador El Verde se extiende entre el Valle de Puebla-Tlaxcala y las montañas de la Sierra Nevada que dividen dicho valle del de México. En consecuencia su altitud fluctúa entre 2 300 metros en el valle hasta el extremo oeste donde de localiza el volcán Iztaccíhuatl que alcanza los 5 200 metros sobre el nivel del mar y es la tercera montaña más alta de México.

### Clima y ecosistemas
cuenta con un clima templado sub-húmedo con lluvias de mayo a octubre y una precipitación pluvial de 1000 milímetros por metro cuadrado. La temperatura media es de 16 °C siendo las más frías de diciembre a febrero en que en algunas partes altas llega a los 0 °C e incluso desciende; las temperaturas más altas se dan entre julio y agosto, sin embargo no rebasan los 30 °C. 
Se halla a 40 kilómetros de la capital del estado de Puebla y a 85 kilómetros de la Ciudad de México D.F. 
Una buena parte del municipio lo conforman bosque por lo que las explotación silvícola es también aprovechada.
La población en su mayoría se dedica a la agricultura y por ser tierras óptimas se cultivan legumbres, cereales, frutos y flores de gran calidad: col, cebolla, cilantro, coliflor, ejote, chicharo, rábano, zanahoria, maíz, frijol, haba, trigo, chile mulato, tejocote, pera manzana, nuez de Castilla, gladiolos, crisantemos, rosas y mucho más. 
Un buen sector de la población se dedica a la prestación de servicios: albañilería, carpintería, herrería y otros. También hay trabajadores del servicio público, profesionistas y obreros. 
San Salvador El Verde es un municipio que ha dejado de ser rural y ha ingresado a semiurbano, cuenta con la mayoría de servicios: agua potable, drenaje, electricidad, telefonía, correos, servicio de limpia, gasolinería. 
Se carece de mercado de abasto que lo subsana las tiendas de abarrotes, recauderías, carnicerías y pollerías. No hay sucursales bancarias ni cajeros automáticos.

## Demografía
De acuerdo a los resultados del Censo de Población y Vivienda de 2010 realizado por el Instituto Nacional de Estadística y Geografía, la población total de San Salvador el Verde asciende a 28 419 personas; de las que 13 816 son hombres y 14 603 son mujeres.

### Localidades
El municipio incluye en su territorio un total de 30 localidades. Las principales, considerando su población del censo de 2010 son:
| Localidad                                      | Población |
| Total Municipio                                | 28 419    |
| San Lucas el Grande                            | 8 546     |
| San Andrés Hueyacatitla                        | 4 529     |
| San Simón Atzitzintla                          | 3 404     |
| San Salvador el Verde                          | 2 768     |
| San Gregorio Aztotoacan                        | 2 547     |
| Analco de Ponciano Arriaga (Santa Cruz Analco) | 2 521     |
| Tlacotepec de José Manzo                       | 2 403     |
| San Antonio Chautla                            | 39        |

## Política
El gobierno del municipio de San Salvador el Verde le corresponde al Ayuntamiento que tiene su sede en la cabecera municipal; el ayuntamiento se encuentra conformado por el presidente municipal, un Síndico y el cabildo integrado por ocho regidores, seis de los cuales son electos por mayoría relativa y los dos restantes por mediante el principio de representación proporcional. Todos son electos mediante el voto universal, directo y secreto en un proceso electoral celebrado el primer domingo de julio del año de la elección y que asumen sus cargos el 15 de febrero del siguiente año, por un periodo de tres años que no son reeligibles para el inmediato pero si de forma alternada.

### Subdivisión administrativa

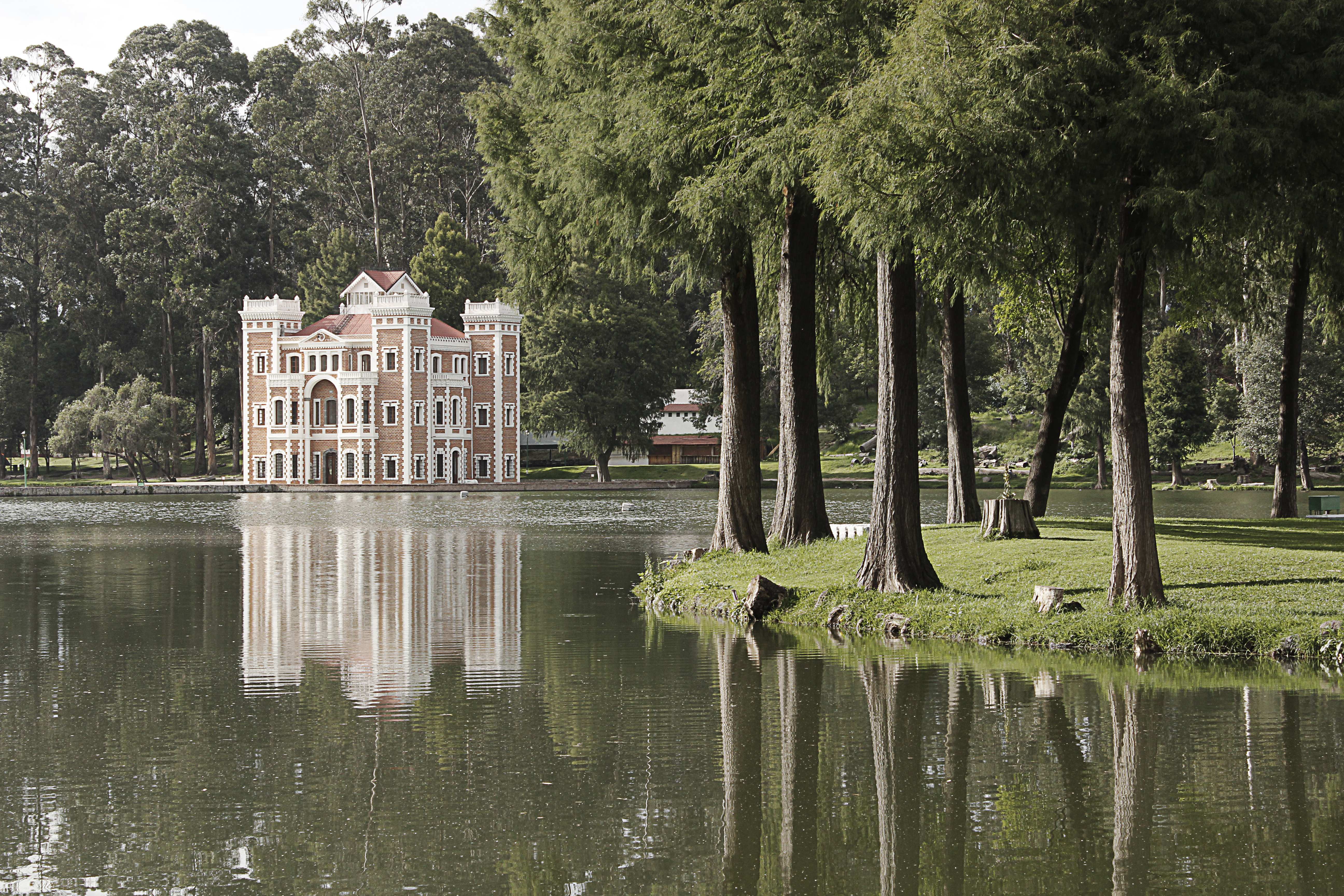
El castillo y lago de la exhacienda de Chautla en San Lucas el Grande.

El municipio de San Salvador el Verde se divide para su administración interior, además de la cabecera municipal, en seis juntas auxiliares, estas son electas mediante plebiscito popular celebrado el último domingo de marzo del año correspondiente y conformadas por un presidente municipal auxiliar y cuatro regidores, todos para un periodo de tres años y que asumen sus cargos el día 15 de abril siguiente a su elección. 
Las seis juntas auxiliares del municipio de San Salvador El Verde son las que siguen:
- San Simón Atzizintla
- Analco de Ponciano Arriaga
- San Gregorio Atztotocan
- San Lucas el Grande
- San Andrés Huayacan
- Tlacatepec de José Manzo

### Representación legislativa
Para la elección de diputados locales representantes de la población en el Congreso de Puebla y diputados federales integrantes de la Cámara de Diputados de México, el municipio de San Salvador el Verde se encuentra integrado en los siguientes distritos electorales:
Local:
- Distrito electoral local 7 de Puebla con cabecera en la San Martín Texmelucan.[6]

Federal:
- Distrito electoral federal 5 de Puebla con cabecera en San Martín Texmelucan.[7]